# Evangelische Kirche (Worfelden)

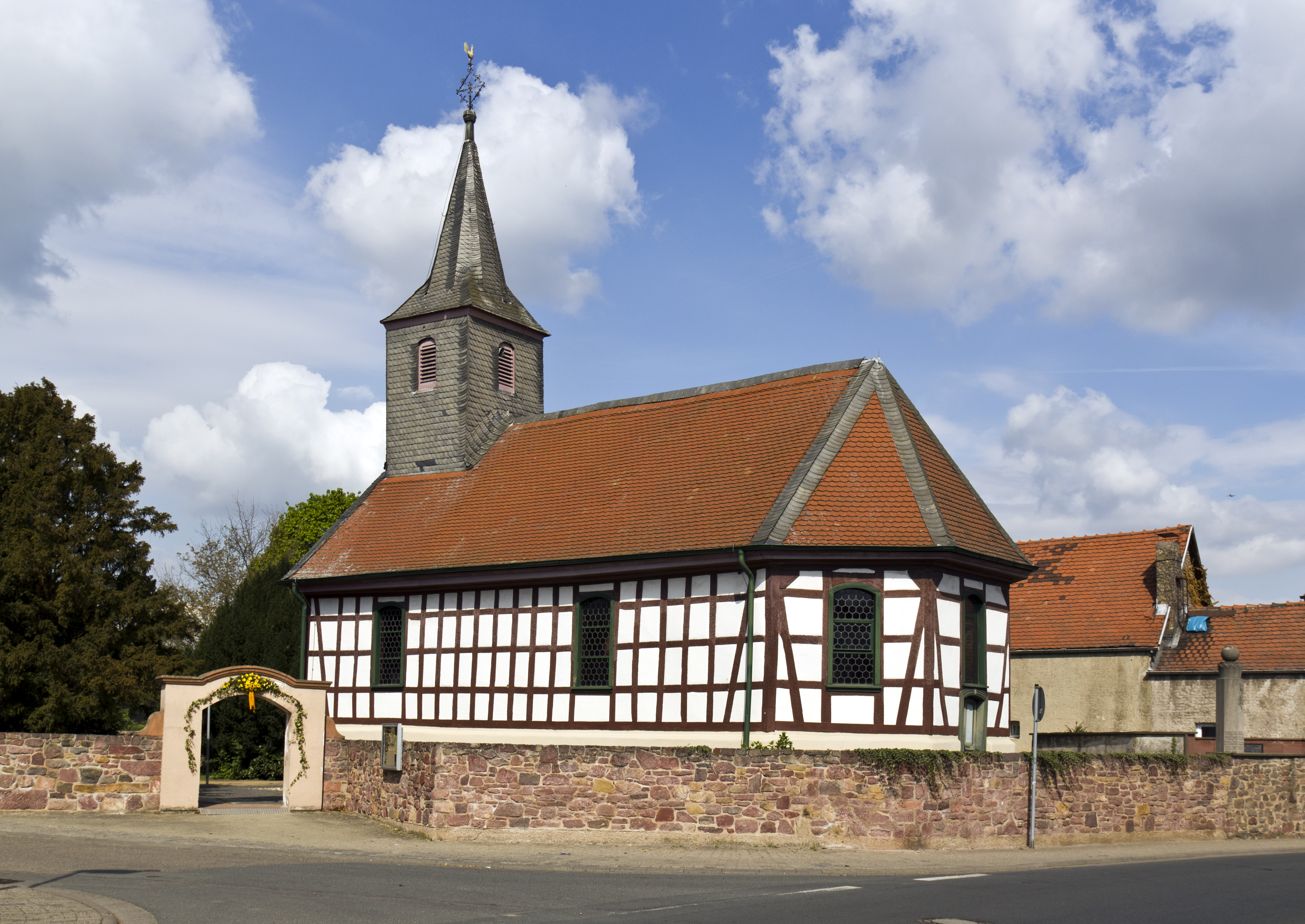
Evangelische Kirche in Worfelden

Die Evangelische Kirche Worfelden ist ein denkmalgeschütztes Kirchengebäude, das in Worfelden steht, einem Ortsteil der Gemeinde Büttelborn im Kreis Groß-Gerau in Hessen. Die Kirchengemeinde gehört zum Dekanat Groß-Gerau-Rüsselsheim in der Propstei Starkenburg der Evangelischen Kirche in Hessen und Nassau.

## Beschreibung
Bereits 1557 wurde eine Kapelle erwähnt. Diese wurde im Dreißigjährigen Krieg zerstört. An ihrer Stelle wurde 1696 die Fachwerkkirche mit dreiseitigem Schluss des Chors errichtet. Aus dem Satteldach des Kirchenschiffs erhebt sich im Westen ein quadratischer, schiefergedeckter, mit einem achtseitigen, spitzen Knickhelm bedeckter Dachreiter, der hinter den Klangarkaden den Glockenstuhl beherbergt, in dem zwei Kirchenglocken hängen. 
Die Orgel der Evangelischen Kirche Worfelden, ein Positiv mit sechs Registern, 329 Orgelpfeifen und einem Manual, wurde 1624 von Adam Knauth für die Kirche des Residenzschlosses Darmstadt gebaut. Sie kam 1709 in die Bergkirche Zwingenberg und wurde 1831 nach Worfelden verkauft. Hinter den flankierenden Engelkästen sind die originalen Seitenwände verborgen.